# Hány az óra, Vekker úr?
A Hány az óra, Vekker úr? egy 1984-ben készült, 1985-ben bemutatott színes magyar filmszatíra, amit Páskándi Géza Weisskopf úr, hány óra? című novellájából Bacsó Péter rendezett, Tolmár Tamás közreműködésével. A film jeleneteit Kőszegen és a bozsoki Sibrik-kastélyban forgatták.

## Történet
A második világháború idején játszódó tragikomikus történet főszereplője Veiszkopf Árpád zsidó órásmester, aki fejből meg tudja mondani a pontos időt, ezért is nevezték el Vekker úrnak. Amikor a németek bejönnek, egy náci tiszt privát munkát ad az órásnak, aki ezután börtönbe kerül, ahol a fejből megmondott pontos idő segítségével segít megszöktetni egy magyar ezredest.

## Szereplők
- Jordán Tamás – Veiszkopf Árpád/Vekker úr
- Melis György – Heller
- Kállai Ferenc – plébános
- Bánsági Ildikó – Elza
- Gelley Kornél – Boronkay Vince ezredes
- Hegyi Barbara – Panni
- Bezerédi Zoltán – Elza élettársa, szerkesztő, ellenálló
- Végvári Tamás – magyar tiszt
- Hirtling István – német tiszt
- Rubold Ödön – német tiszt
- Kaszás Attila – német tiszt
- Basilides Zoltán – kávéháztulajdonos
- Bicskey Károly – fogoly

Vekker úr szerepét eredetileg Őze Lajos játszotta, aki a forgatás ideje alatt meghalt, ezért szerepét Jordán Tamás vette át, végül a vele forgatott verzió került a nézők elé. Jordán Tamás eredetileg a főszerkesztőt játszotta, amit a szerepváltás miatt Bezerédi Zoltán vett át, aki eredetileg szintén egy másik szerepet játszott ebben a filmben.

## Érdekesség
A kőszegi templomban játszódó jelenetekhez az alkotóknak az egyházügyi hivataltól kellett engedélyt kérniük. A szombathelyi püspök, Fábián Árpád először nem akarta az engedélyt megadni, de amikor kiderült, hogy Bacsó Péter általános iskolai osztálytársa volt, már mindenben segített a filmeseknek.

## Külső hivatkozások
- Hány az óra, Veker úr? a PORT.hu-n (magyarul)
- Hány az óra, Vekker úr? az Internet Movie Database oldalon (angolul)
- FilmKatalogus.hu
- Kritikustomeg.org